# Whataboutism
Whataboutism (eller whataboutery) avser ett argumentationsfel under tu quoque-argument (hyckleriavfärdande) och är nära besläktat med relativisering. En föreslagen svensk benämning är ”men du då-teknik”, begreppet kålsuparteori har också en liknande betydelse.

## Definition
Whataboutism innebär att man bemöter kritik genom att flytta fokus till brister hos motparten eller andra aktörer. Avsikten är att få det att framstå som att den som kritiserar ägnar sig åt hyckleri. Ett exempel kan vara att en person varnar för flygets koldioxidutsläpp och att sedan påpeka att personen i fråga har flugit till semesterorten, alternativt att Kinas industrier släpper ut betydligt mer koldioxid än flyget. I svenskan togs ordet whataboutism upp på Språkrådets nyordslista för 2018.

## Historia
Det finns en utbredd uppfattning att termen härstammar från Sovjetunionen som sägs ha använt tekniken för att bemöta kritik mot det kommunistiska landet genom att påpeka brister i USA. Men enligt Nima Shirazi och Adam Johnson i podden Citations Needed användes begreppet för första gången under konflikten i Nordirland på 1970-talet där whataboutism var ett verktyg för britterna att försvara Nordirland genom att anklaga IRA för whataboutism. Shirazi och Johnson menar vidare att det inte finns något belägg för att ordet på något sätt skulle ha ryskt ursprung även om det enligt dem är sant att Sovjetunionen påpekade det som man uppfattade som hyckleri från USA:s sida. Men de menar att detta sätt att agera samtidigt är något som flera länder har använt sig av.

## Diskussion kring begreppet
Retorikexperten Barbro Fällman ser whataboutism som ett "fult knep" som vissa använder när de inte förfogar över några motargument i frågan som diskuteras. Hon kallar det samtidigt för "[e]n sorts barnslig sandlåderetorik som är väldigt enkel, men svår att komma åt". Enligt Fällman kan man bemöta whataboutism, genom att hålla sig till sakfrågan, och förklara att man inser att motparten ägnar sig just åt whataboutism.
Enligt Nima Shirazi och Adam Johnson på podden Citations Needed är att anklaga andra för whataboutism en propagandateknik som används för att legitimera USA:s utrikespolitik. Ett exempel de nämner är att en del människor anser det vara hyckleri när USA:s president Donald Trump pratar om mänskliga rättigheter i Venezuela samtidigt som USA är inblandat i kriget i Jemen där barn dör, en jämförelse som av vissa tidningar fördömdes som whataboutism. Vidare menar journalisten Jeremy Scahill (The Intercept) att det inte går att bara titta på ett lands agerande utan att man på ett djupare plan bör analysera länders agerande överlag för att förstå mekanismerna som ligger bakom.